# From the Earth to the Moon
From the Earth to the Moon (deutsch: Von der Erde zum Mond) ist eine zwölfteilige US-amerikanische Dokureihe des Pay-TV-Senders HBO aus dem Jahr 1998. Sie schildert die Ereignisse der bemannten Raumfahrt der USA während der Programme Gemini und Apollo der NASA in den 1960er und frühen 1970er Jahren. Die Ausstrahlung in den USA erfolgte vom 5. April bis zum 10. Mai 1998 in Doppelfolgen.
Die Serie basiert größtenteils auf Andrew Chaikins Buch A Man on the Moon und hat mit dem Roman gleichen Titels von Jules Verne nichts zu tun. Unter der Nutzung hervorragender Spezialeffekte, passender musikalischer Untermalung und zahlreicher Zeitzeugen wird sehr detailliert die Geschichte des Apollo-Programms geschildert. Tom Hanks führt als Moderator durch die einzelnen Folgen und tritt in der letzten Episode als Assistent von Georges Méliès in Erscheinung.
Die Serie bietet ein wichtiges Stück Zeitgeschichte, die nicht nur die technischen Leistungen thematisiert, sondern auch deren politische und menschliche Hintergründe beleuchtet. Entsprechend erfolgt die Darstellung der einzelnen Apollo-Missionen aus verschiedenen Blickwinkeln.

## Handlung
Alles beginnt 1957, als der sowjetische Satellit Sputnik die Erde erstmals umkreiste. Vier Jahre später folgte der erste bemannte Weltraumflug der Russen, und Juri Gagarin war der erste Kosmonaut im All, was für die Weltmacht USA, die sich mitten im Kalten Krieg mit der Sowjetunion befand und an ihre technische Überlegenheit glaubte, ein Schock war. So formuliert der US-amerikanische Präsident John F. Kennedy das ehrgeizige Ziel, die Russen im „Space Race“ bis zum Ende der 60er Jahre zu überholen. Der erste Mensch, der seinen Fuß auf den Mond setzt, soll in jedem Fall ein Amerikaner sein. Mit enormem Aufwand werden die Gemini- und Apollo-Programme gestartet. Wernher von Braun, der im Zweiten Weltkrieg die V2-Raketen für Deutschland konstruierte, entwickelte für die NASA die Saturn-Trägerrakete. Im Juli 1969 ist es schließlich so weit: An Bord der Apollo 11 starten Neil Armstrong, Michael Collins und Buzz Aldrin, um erstmals den Erdtrabanten zu betreten. Zuvor gab es auch Tragödien wie die Apollo-1-Katastrophe, die aus der Perspektive der nachfolgenden Ermittlungen durch die NASA und den US-Kongress dargestellt wird. Die Fortführung des Programms wird gezeigt, das mit dem historischen ersten bemannten Mondflug von Apollo 8 bestärkt wurde. Behandelt werden ebenso die Auswahl und das Training der ersten Besatzung. Die Geschichte der zweiten Mondlandung wird aus der Sicht von Alan Bean, dem Piloten der Mondlandefähre, erzählt. So wurden die Astronauten im Vorfeld darin trainiert, geeignete Gesteinsproben auszuwählen, die durch Felderfahrung gesammelt werden sollen, und nicht die langweiligen Unterrichtsvorlesungen, die die NASA verwendet. Die vier Landungscrew-Mitglieder von Apollo 15 (David Scott, James Irwin, Richard F. Gordon, Jr. und Schmitt) wurden dazu in die südwestliche Wüste gebracht, während die Piloten Alfred Worden und Vance D. Brand für die Höhenerkennung geologischer Merkmale über Hawaii geschult wurden. Eine Episode wird dem gefährlichen Flug von Apollo 13 gewidmet, eine weitere zeigt das Apollo-Programm aus der Sicht der Ehefrauen.

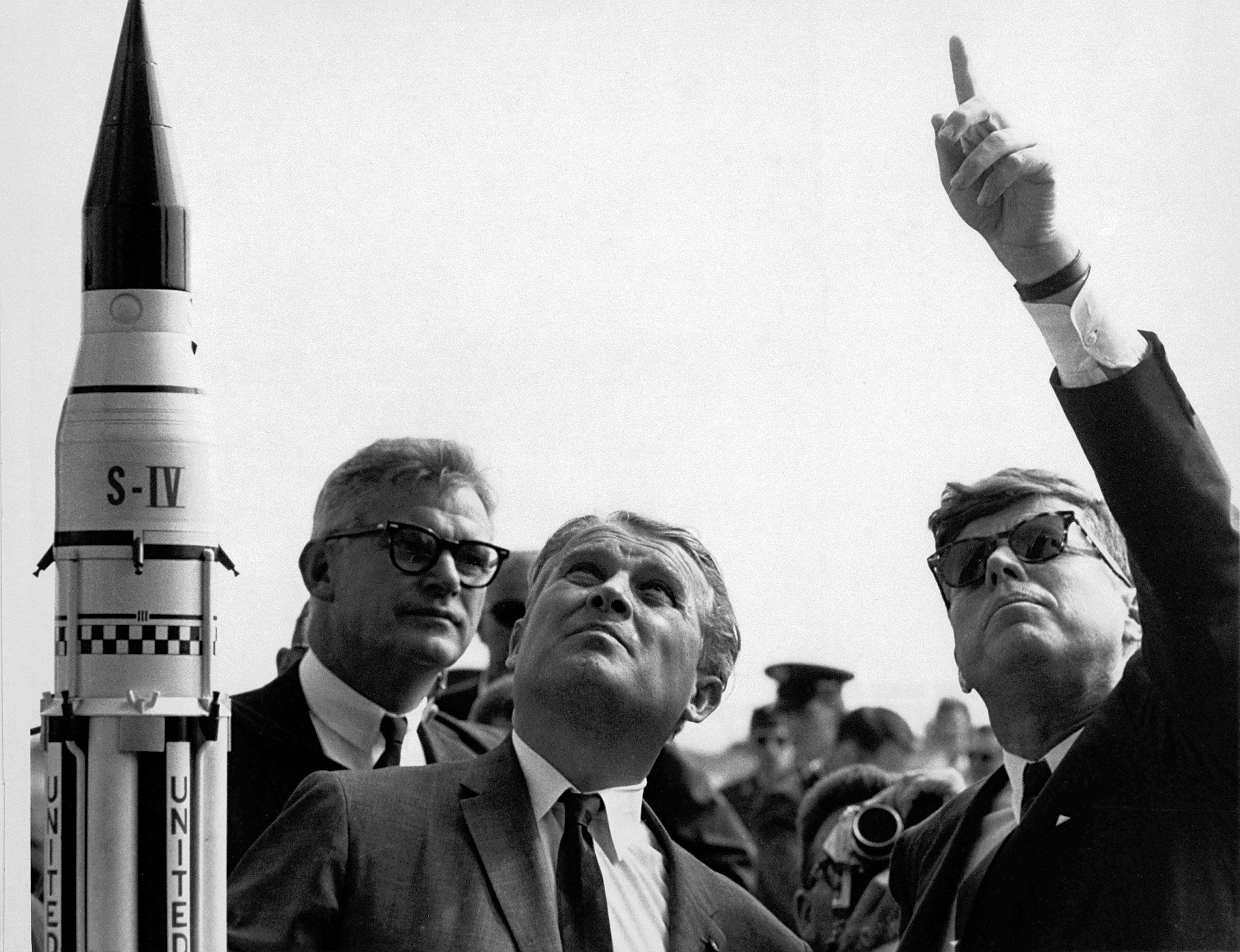
Robert Seamans (links) mit Wernher von Braun und Präsident John F. Kennedy am 16. November 1963 auf der Cape Canaveral Air Force Station

## Hintergrund
Durch seine Rolle als Astronaut Jim Lovell in Ron Howards Raumfahrerdrama „Apollo 13“ wurde Tom Hanks’ Leidenschaft für den Weltraum entfacht. Gemeinsam mit Howard machte er sich daran, die ganze Geschichte der amerikanischen Raumfahrt zu erzählen, vom Sputnikschock bis zum Ende der Apollo-Programms im Jahr 1972. Für ihr ehrgeiziges Projekt hatten die beiden ein enormes Budget von 68 Millionen Dollar zur Verfügung. Neben Tom Hanks selbst zählen so bekannte Namen wie Jon Turteltaub, Frank Marshall, Jonathan Mostow und die Schauspielerin Sally Field zum renommierten Regieteam.
Die Mission der Apollo 13 wird aus der Sicht der Medien gezeigt, während die Sichtweise der Astronauten von den auch hier beteiligten Produzenten Ron Howard und Tom Hanks bereits im Spielfilm Apollo 13 dargestellt wird. Dies erfolgt mit großem Aufwand und einem Mix aus zeitgenössischen Dokumentaraufnahmen und neu gedrehten Spielszenen.
Die Dreharbeiten erfolgten zum großen Teil im Kennedy Space Center in Titusville (Florida), im Luftschiff-Hangars auf dem ehemaligen Marinestützpunkt in Tustin (Kalifornien) und in Orlando (Florida). Um die Schwerkraft der Mondoberfläche zu simulieren, wurden mit Helium gefüllte Wetterballons an den Rücken der Schauspieler angebracht, wodurch ihre auf der Erde gebundenen Gewichte auf ein Sechstel reduziert wurden.
Die Originalserie wurde im Seitenverhältnis 1,33: 1 aufgenommen. Als DVD im 4-Disc-Set wurde das Seitenverhältnis 1,78: 1 bevorzugt, was auf Breitbild-Flachbildfernsehern abgestimmt ist.
Die Serie wurde in den USA von HBO ausgestrahlt, in Deutschland lief sie bei Premiere.

## Episoden
| Nr. | Deutscher Titel                           | Originaltitel             | Erstausstrahlung USA | Deutschsprachige Erstausstrahlung (D) | Regie            | Drehbuch                            |
| --- | ----------------------------------------- | ------------------------- | -------------------- | ------------------------------------- | ---------------- | ----------------------------------- |
| 1   | Zeigen wir’s ihnen                        | Can We Do This?           | 5. Apr. 1998         | 23. Aug. 1998                         | Tom Hanks        | Steven Katz                         |
| 2   | Apollo 1                                  | Apollo One                | 5. Apr. 1998         | 30. Aug. 1998                         | David Frankel    | Graham Yost                         |
| 3   | Die Ruhe vor dem Sturm                    | We Have Cleared the Tower | 12. Apr. 1998        | 7. Sep. 1998                          | Lili Fini Zanuck | Remy Aubuchon                       |
| 4   | Der Flug zum Mond                         | 1968                      | 12. Apr. 1998        | 14. Sep. 1998                         | David Frankel    | Al Reinert                          |
| 5   | Wettlauf gegen die Zeit                   | Spider                    | 19. Apr. 1998        | 20. Sep. 1998                         | Graham Yost      | Andy Wolk                           |
| 6   | Ein gewaltiger Schritt für die Menschheit | Mare Tranquillitatis      | 19. Apr. 1998        | 27. Sep. 1998                         | Frank Marshall   | Al Reinert, Graham Yost, Tom Hanks  |
| 7   | Ein bisschen Spaß muss sein               | That's All There Is       | 26. Apr. 1998        | 4. Okt. 1998                          | John Turteltaub  | Paul McCudden, Erik Bork, Tom Hanks |
| 8   | Der Tod reist mit                         | We Interrupt This Program | 26. Apr. 1998        | 11. Okt. 1998                         | David Frankel    | Peter Osterlund, Amy Brooke Baker   |
| 9   | Golf auf dem Mond                         | For Miles and Miles       | 3. Mai 1998          | 18. Okt. 1998                         | Gary Fleder      | Eric Bork                           |
| 10  | Galileo hatte recht                       | Galileo Was Right         | 3. Mai 1998          | 25. Okt. 1998                         | David Carson     | Jeffrey Fiskin                      |
| 11  | Der Preis des Ruhms                       | The Original Wives Club   | 10. Mai 1998         | 1. Nov. 1998                          | Sally Field      | Karen Janszen, Tom Hanks, Erik Bork |
| 12  | Die letzte Reise zum Mond                 | Le Voyage Dans La Lune    | 10. Mai 1998         | 8. Nov. 1998                          | Jonathan Mostow  | Tom Hanks                           |

## Kritiken
Die Kritiker der Fernsehzeitschrift TV Spielfilm vergaben die beste Wertung (Daumen nach oben) und schrieben: „Selten war Geschichtsunterricht mitreißender“
dvdlog.de wertete: „Die Serie gehört zu den größten Highlights, die das amerikanische Fernsehen in den letzten zwanzig Jahren hervorgebracht hat.“

## Auszeichnungen
- 1997/1998: TCA Awards – Herausragende Leistung Fernsehfilm, Miniserie oder Special
- 1998: Primetime Emmy Award – Beste Miniserie
- 1998: Primetime Emmy Award – hervorragende Casting für eine Miniserie oder einen Film
- 1998: Primetime Emmy Award – hervorragendes Hairstyling für eine Miniserie, einen Fernsehfilm oder ein Spezial
- 1998: Satellite Award – für die beste Miniserie oder den besten Fernsehfilm
- 1998: Satellite Awards – Fernsehen/Bester Nebendarsteller
- 1998: Satellite Awards – Fernsehen/Beste Nebendarstellerin
- 1998: Art Directors Guild Award – Excellence in Production Design Awards – Television Movie or Mini-Series
- 1999: Golden Globe Award für die beste Mini-Serie oder den Kinofilm
- 1999: Critics’ Choice Movie Award – Bester Fernsehfilm
- 2005: Satellite Awards – Neue Medien/Beste Blu-ray – Allgemein

## Synchronisation
| Darsteller           | Rolle                   | Funktion                      | Deutscher Sprecher                | Episode        |
| -------------------- | ----------------------- | ----------------------------- | --------------------------------- | -------------- |
| Tom Hanks            | Moderator               | Gastgeber                     | Arne Elsholtz                     | 1-12           |
| Tom Hanks            | Jean-Luc Despont        | Assistent von Georges Méliès  | Werner Ehrlicher                  | 12             |
| Nick Searcy          | Deke Slayton            | Raumfahrer                    | Michael Walke                     | 1–5, 7–12      |
| Lane Smith           | Emmett Seaborn          | fiktiver Reporter             | Eberhard Mellies                  | 1–6, 8–10, 12  |
| David Andrews        | Frank Borman            | Raumfahrer                    | Frank Glaubrecht                  | 1, 2, 4, 6, 11 |
| Daniel Hugh Kelly    | Eugene Cernan           | Raumfahrer                    | Peter Reinhardt                   | 1, 3, 5, 9, 12 |
| Stephen Root         | Chris Kraft             | Raumfahrtingenieur            | Roland Hemmo                      | 1, 2, 4, 8, 12 |
| David Clyde Carr     | Gerry Griffin           | Luftfahrtingenieur            |                                   | 7, 9, 10, 12   |
| Tim Daly             | Jim Lovell              | Raumfahrer                    | Roland Hemmo                      | 1, 4, 9,11     |
| Steve Hofvendahl     | Thomas Stafford         | Raumfahrer                    |                                   | 1, 3, 5, 9     |
| Conor O’Farrell      | James McDivitt          | Raumfahrer                    | Frank Schaff                      | 1, 5, 8,11     |
| Brett Cullen         | David Randolph Scott    | Raumfahrer                    | Jan Spitzer                       | 1, 5, 10       |
| Cary Elwes           | Michael Collins         | Raumfahrer                    | Gerrit Schmidt-Foß                | 1, 4, 6        |
| Ben Marley           | Roger B. Chaffee        | Raumfahrer                    | Bernd Vollbrecht                  | 1, 2, 7        |
| Mike Pniewski        | Flight SURGEON          |                               |                                   | 1, 4, 7        |
| Holmes Osborne       | George Low              | Raumfahrtmanager              | Helmut Gauß                       | 2, 4, 5        |
| Tom Verica           | Dick Gordon             | Raumfahrer                    | Torsten Münchow                   | 1, 7, 10       |
| John Posey           | John Watts Young        | Raumfahrer                    | Reinhard Kuhnert                  | 11             |
| John Posey           | John Watts Young        | Raumfahrer                    | Hans Hohlbein                     | 1, 3,          |
| Rita Wilson          | Susan Borman            | Ehefrau von Frank Borman      | Katharina Koschny                 | 4, 6, 11       |
| Mark Rolston         | Gus Grissom             | Raumfahrer                    | Michael Christian                 | 1–3            |
| John M. Adrian       | FIDO                    |                               |                                   | 7              |
| John M. Adrian       | John Wickersham         |                               |                                   | 9, 11          |
| Chris Isaak          | Ed White                | Raumfahrer                    | Ingo Albrecht                     | 1, 2, 11       |
| Tom Amandes          | Harrison 'Jack' Schmitt | Raumfahrer                    | Till Hagen                        | 10, 12         |
| Jo Anderson          | Pat White               | Ehefrau von Ed White          | Sabine Jaeger                     | 2,11           |
| Sam Anderson         | Thomas O. Paine         | Administrator                 |                                   | 4, 6           |
| Robert John Burke    | Bill Anders             | Raumfahrer                    | Klaus-Dieter Klebsch              | 1, 4           |
| David Clennon        | Dr. Leon (Lee) Silver   | Geologieprofessor             | Lothar Blumhagen                  | 10, 12         |
| Dan Butler           | Gene Kranz              | Flugdirektor                  |                                   | 6, 8           |
| Keith Flippen        | Jason                   |                               | Gerald Paradies                   | 2, 3           |
| Bryan Cranston       | Edwin 'Buzz' Aldrin     | Raumfahrer                    | Erich Räuker                      | 1, 6           |
| Steve DuMouchel      | Jeff Jordy              | Reporter                      | Eberhard Prüter                   | 4, 8           |
| Ann Cusack           | Jan Armstrong           | Ehefrau von Neil Armstrong    |                                   | 2, 11          |
| J. Downing           | CAPCOM                  |                               | Bernd Vollbrecht                  | 11             |
| J. Downing           | Charlie Duke            |                               | Bernhard Völger                   | 6              |
| Keith Dickerson      |                         | Ingenieur                     |                                   | 2, 4           |
| Dann Florek          | Robert Seamans          | Administrator                 | Norbert Gescher                   | 5              |
| Dann Florek          | Robert Seamans          | Administrator                 | Victor Deiß                       | 2              |
| David Drew Gallagher | RETRO                   |                               |                                   | 4, 6           |
| Tim Parati           | Blaisdell               | Meteorologe                   | Andreas Hosang                    | 10, 12         |
| Clint Howard         | Paul Lucas              | Fluglotse                     | Santiago Ziesmer                  | 5, 8           |
| Jim Leavy            | C.C. Williams           | Testpilot und Raumfahrer      | Santiago Ziesmer                  | 1, 7           |
| Tony Goldwyn         | Neil Armstrong          | Raumfahrer                    | Tobias Meister                    | 1, 6           |
| Key Howard           |                         | Reporter                      |                                   | 8, 11          |
| Andy Milder          | GUIDO                   |                               | Dietmar Wunder                    | 4, 6           |
| Fredric Lehne        | Walter Cunningham       | Raumfahrer                    | Jörg Hengstler                    | 1, 3           |
| Ted Levine           | Alan Shepard            | Raumfahrer                    | Ernst Meincke                     | 1, 9           |
| John Carroll Lynch   | Robert Gilruth          | Raumfahrtpionier              | Detlef Bierstedt                  | 1, 4           |
| Dan Lauria           | James Edwin Webb        | Administrator                 | Otto Mellies, Raumfahrtfunktionär | 1, 2           |
| George Newbern       | Stu Roosa               | Raumfahrer                    | Uwe Büschken                      | 2, 9           |
| John Mese            | Donn Eisele             | Raumfahrer                    | Lutz Schnell                      | 1, 3           |
| Kieran Mulroney      | Rusty Schweickart       | Raumfahrer                    | Björn Schalla                     | 1, 5           |
| Robert C. Treveiler  | L. Gordon Cooper        | Raumfahrer                    | Christian Gaul                    | 9, 11          |
| Robert Quinn         | ECOM                    |                               |                                   | 1, 4           |
| Rick Warner          | Julian Bowman           | Administrator                 |                                   | 4, 9           |
| Norbert Weisser      | Wernher von Braun       | Raumfahrtingenieur            | Bodo Wolf                         | 4, 5           |
| Dave Foley           | Alan Bean               | Raumfahrer                    | Lutz Schnell                      | 7              |
| Michael Raynor       | Alfred Worden           | Raumfahrer                    | Viktor Neumann                    | 10             |
| Jerry Hardin         | Ben Taylor              |                               | Hans Nitschke                     | 9              |
| Grant Shaud          | Bob Carbee              |                               | Thomas Petruo                     | 5              |
| Chris Ellis          | Bob Parker              | Raumfahrer                    | Klaus-Peter Plessow               | 12             |
| Dylan Baker          | Bruce McCoy             |                               | Matthias Klages                   | 9              |
| Henderson Gilliland  | Bud                     |                               | Tilo Schmitz                      | 9              |
| Joe Inscoe           | Chester Lee             |                               | Wolfgang Ostberg                  | 10             |
| Mason Adams          | Clinton Anderson        |                               | Eric Vaessen                      | 2              |
| Steve Purnick        | Clyde Teague            | Techniker                     | Matthias Klages                   | 3              |
| Brett Cullen         | Dave Scott              | Raumfahrer                    | Erich Räuker                      | 10             |
| David Kaufman        | David Gibson            |                               | Stefan Krause                     | 8              |
| Tom Stearns          | Dick                    |                               | Elmar Gutmann                     | 9              |
| Marcelo Durst        |                         | Dokumentations-Kameramann     | Dirk Müller                       | 3              |
| Dakin Matthews       | Dr. Floyd Thompson      | Administrator                 | Hasso Zorn                        | 2              |
| John Aylward         | Dr. Ray Pemberton       | Geophysiker                   | Ulrich Voß                        | 10             |
| Arthur Taxier        | Dr. Robert van Dolah    | Forschungsdirektor            | Karl Sturm                        | 2              |
| Andrew Masset        | Dr. William House       |                               | Eckhard Bilz                      | 9              |
| Geoffrey Nauffts     | Ed Gibson               | Raumfahrer                    | Stefan Krause                     | 7              |
| Gary Cole            | Ed Mitchell             | Raumfahrer                    | Klaus Lochthove                   | 9              |
| Steve Zahn           | Elliot See              | Raumfahrer                    | David Nathan                      | 1              |
| Isa Totah            | Farouk El-Baz           | Mondgeologe                   | David Nathan                      | 10             |
| Wendy Crewson        | Faye Stafford           | Astronautin                   | Heike Schroetter                  | 11             |
| Peter Horton         | Frank Burns             | Regisseur                     | Michael Bauer                     | 3              |
| Billy Flanigan       | Fred                    |                               | Christian Gaul                    | 8              |
| Adam Baldwin         | Fred Haise              | Raumfahrer                    | Thomas Petruo                     | 9              |
| Arland Russell       | Professor               | für Geologie                  | Alexander Herzog                  | 10             |
| Steve Zurk           | George H. Hage          | Apollo-Missionsleiter         | Hans-Werner Bussinger             | 4              |
| Tchéky Karyo         | Georges Méliès          | Filmemacher                   | Wolfgang Ziffer                   | 12             |
| Joe Spano            | George Mueller          | Raumfahrtingenieur            | Eberhard Prüter                   | 2              |
| Max Wright           | Guenter Wendt           | Ingenieur                     | Wolfgang Spier                    | 3              |
| John M. Jackson      | Hal Deacon              | Reporter                      | Klaus-Dieter Klebsch              | 8              |
| James Rebhorn        | Harrison Storms         | Raumfahrtingenieur            | Lothar Blumhagen                  | 2              |
| Don Fowler           | Harrison Storms Jr.     | Raumfahrtingenieur            | Bernhard Völger                   | 2              |
| Daniel Hagen         | Jay F. Honeycutt        | Direktor des Weltraumzentrums | Bernd Schramm                     | 6              |
| Fred Mooneyham       |                         | Houbolt-Kritiker              | Eberhard Prüter                   | 5              |
| George Bartenieff    | Hugh Dryden             | Wissenschaftsadministrator    | Werner Ehrlicher                  | 1              |
| Cynthia Stevenson    | Jane Conrad             | Ehefrau von Pete Conrad       | Karin Grüger                      | 11             |
| Al Franken           | Jerome Weisner          | wiss. Berater v. Kennedy      | Bernd Schramm                     | 1              |
| Gareth Williams      | Jim Irwin               | Raumfahrer                    | Bernd Vollbrecht                  | 10             |
| Kevin Pollak         | Joseph Francis Shea     | Leiter v. Apollo Spacecraft   | Uwe Büschken                      | 2              |
| John Travis          | John Aaron              | Flugdirektor                  | Joachim Kaps                      | 7              |
| Phillip Martinez     | John Coursen            | Journalist                    | Imo Heite                         | 5              |
| Brandon Smith        | John P. Healey          | Apollo-Manager                | Michael Telloke                   | 3              |
| Jim Piddock          | John Hodge              | Luftfahrtingenieur            | Erich Räuker                      | 1              |
| Reed Birney          | John Houbolt            | NASA-Ingenieur                | Andreas Thieck                    | 5              |
| Russell Warner       | John Rigsby             | NASA-Ingenieur                | Sebastian Christoph Jacob         | 5              |
| Andrew Rubin         | Jules Bergman           | Rundfunkjournalist            | Eberhard Prüter                   | 9              |
| Karl Gordon Henize   | Jules Bergman           | Raumfahrer                    | Thomas Kästner                    | 10             |
| Željko Ivanek        | Ken Mattingly           | Raumfahrer                    | Lutz Schnell                      | 11             |
| Michael Laskin       | Floyd L. Thompson       | Luftfahrttechniker            | Helmut Krauss                     | 8              |
| Jay Honeycutt        | Startdirektor           | Leiter des Startteams         | Tom Deininger                     | 3              |
| Ronny Cox            | John Leland Atwood      | Raumfahrtingenieur            | Wolfgang Thal                     | 2              |
| JoBeth Williams      | Marge Slayton           | Ehefrau von Deke Slayton      | Marianne Groß                     | 11             |
| Elizabeth Perkins    | Marilyn Lovell          | Ehefrau von Jim Lovell        | Anita Lochner                     | 11             |
| Debra Jo Rupp        | Marilyn See             | Ehefrau von Elliot See        | Suzanne Vogdt                     | 11             |
| John Michael Higgins | Marilyn See             | Moderator                     | Bodo Wolf                         | 11             |
| Bart Braverman       | Sajid Sajid Qazi        | Arzt                          | Thomas Kästner                    | 12             |
| DeLane Matthews      | Pat McDivitt            | Ehefrau von James McDivitt    | Joseline Gassen                   | 11             |
| Peter Scolari        | Pete Conrad             | Raumfahrer                    | Hans Hohlbein                     | 1              |
| Paul McCrane         | Pete Conrad             | Raumfahrer                    | Hans Hohlbein                     | 7              |
| John Hostetter       | Ralph Cooper            |                               | Thomas Kästner                    | 8              |
| Barry Bell           | Rocco A. Petrone        | Ingenieur                     | Gerhard Paul                      | 10             |
| Brett Rice           | Sam Langfitt            |                               | Frank-Otto Schenk                 | 8              |
| Tammy Arnold         | Sarah                   |                               | Ulrike Stürzbecher                | 8              |
| Janis Benson         | Margaret Chase Smith    | Senatorin                     | Christel Merian                   | 2              |
| J. Don Ferguson      | Stephen M. Young        | Senator                       | Hans-Werner Bussinger             | 2              |
| Keith Graham         | Skip Chauvin            | Testleiter für Raumfahrzeuge  | David Nathan                      | 2              |
| J. Michael Hunter    | Skip Chauvin            | Testleiter für Raumfahrzeuge  | David Nathan                      | 3              |
| Ethan Phillips       | Stanley Craig           |                               | Ingolf Gorges                     | 8              |
| Jeff Breslauer       |                         | Techniker                     | Christian Gaul                    | 7              |
| Jack Gilpin          | Ted Sorenson            | Rechtsberater                 | Udo Schenk                        | 1              |
| Steve Hofvendahl     | Thomas Stafford         | Raumfahrer                    | Uwe Karpa                         | 1              |
| Matt Craven          | Tom Kelly               | Radiomoderator                | Bernd Rumpf                       | 5              |
| Joshua Malina        | Tom Messick             |                               | Gerald Schaale                    | 3              |
| Alan Ruck            | Tom Dolan               | NASA-Ingenieur                | Udo Schenk                        | 5              |
| Elizabeth Morehead   | Tracy Cernan            | Ehefrau von Eugene Cernan     | Sabine Arnhold                    | 12             |
| Sally Field          | Trudy Cooper            | Ehefrau von Gordon Cooper     | Cornelia Meinhardt                | 11             |
| Mark Harmon          | Walter Schirra          | Raumfahrer                    | Stefan Staudinger                 | 3              |
| John Slattery        | Walter Mondale          | Vizepräsident der USA         | Till Hagen                        | 2              |
| John Rothman         | Warren Moburg           |                               | Matthias Klages                   | 8              |